# Divizijska skupina Stöger-Steiner
Divizijska skupina Stöger-Steiner (izvirno nemško Gruppe (Division) Stöger-Steiner) je bila pehotna vojaška enota v moči divizije avstro-ogrske kopenske vojske, ki je bila aktivna med prvo svetovno vojno.

## Poveljstvo
Poveljniki 
- Rudolf Stöger-Steiner von Steinstätten: maj - julij 1915